# Владимир Путин
Владимир Владимирович Путин (рус. Влади́мир Влади́мирович Пу́тин; Лењинград, 7. октобар 1952) руски је политичар, правник и бивши обавештајац. Тренутни је председник Руске Федерације.
У политику је ушао најпре као званичник у Санкт Петерсбургу, да би 1999. био председник владе током председништва Бориса Јељцина. Када је Јељцин помало неочекивано поднео оставку 31. децембра 1999. на ТВ-у, Путин је био именован као в.д. председника, и ту је службу обављао до 7. маја 2000. За председника Русије изабран је 26. марта 2000. године, у првом кругу председничких избора.
Током његовог првог председничког мандата је економија Русије расла девет година заредом, сиромаштво је опало за преко 50%, а просечна месечна плата је са 80 америчких долара порасла на 640. Русија је такође стекла статус енергетске суперсиле. За други мандат је изабран 2004. године, и он је трајао до 7. маја 2008. када је га је на тој функцији наследио Дмитриј Медведев. Путин је тада изабран за други мандат на месту премијера, 8. маја 2008. године.
Септембра 2011. је законом продужено трајање председничког мандата са 4 на 6 година, а на вест да ће се он поново кандидовати на предстојећим председничким изборима 2012. су у Русији избили велики протести. Марта 2012. је победио у првом кругу избора, и од тада је остао на месту председника Русије. Под његовим председништвом је између осталог 2014. Русија избачена из групе Г8 због анексије Крима.
Огромна већина западних посматрача сматра његову владавину ауторитарном и недемократском, нарочито по питању слобода медија и његовом агресивном сузбијању протеста и противника владе, као и нефер изборима. Међутим у самој Русији он ужива приличну популарност. Током његовог првог и другог председничког мандата му популарност никада није падала испод 50%, а 2007. је чак била око 90%, судећи по руској агенцији Левада. За његову популарност међу становницима Русије се највише одговорном сматра то што је успео да изведе земљу из економских неприлика 1990-их. Магазин Тајм га је 2007. и прогласио личношћу године.

## Детињство и образовање
Путин је рођен у Лењинграду (данашњи Санкт Петербург) 7. октобра 1952. Његова мајка Марија Ивановна Путина је била радник у фабрици, а отац Владимир Спиридонович Путин је био регрутован у Совјетску морнарицу да служи на подморници почетком 1930-их, а касније је служио у НКВД-у у саботерској групи током Другог светског рата. Владимир Путин је имао још два брата, Алберта и Виктора, који су рођени средином 1930-их. Алберт је умро неколико месеци након рођења, а Виктор је подлегао дифтерији током опсаде Лењинграда. Деда Владимира Путина, Спиридон Путин, је био лични кувар Владимира Лењина и Јосифа Стаљина.
Путин је у младости волео да имитира обавештајце које су у филмовима глумили глумци попут Вјачеслава Тихонова и Георгија Жижонова. Од 1960. до 1968. похађа осмољетку №193 у Лењинграду. Након осмог разреда уписује се у средњу школу №281 (стручна школа хемијског усмерења), коју завршава 1970. године. По завршетку средње школе уписао је 1970. године Правни факултет.
Дипломирао је 1975. године, међународно право на Правном факултету Лењинградског државног универзитета, а тема димпломског рада је била Принцип најповлашћеније нације (рус. Принцип наиболее благоприятствуемой нации). На универзитету је такође постао члан Комунистичке партије Совјетског Савеза и остао је њен члан све до њеног распуштања децембра 1991.

## Служба у КГБ-у
Након дипломирања, Путин је примљен у КГБ. Радио је у Директорату КГБ Лењинграда и Лењинградске области, где је упознао Сергеја Иванова. Године 1975. завршио је курс КГБ-а у Окти код Лењинграда. 1977. године радио је у контра-обавештајној служби Лењинградског КГБ-а. 1979. године завршава шестомесечни курс у Московској вишој школи КГБ-а а 1984. године са чином мајора студирао је постдипломске студије на КГБ институту Јуриј Андропов, где је стекао 1985. године диплому специјалисте контраобавештајне службе. У том периоду је изучавао немачки језик који течно говори.
Од 1985. до 1990. Путин је био на дужности у Дрездену, Источна Немачка. Након пада Берлинског зида, враћен је у Совјетски Савез. У Дрездену је 1989. сам одбранио зграду КГБ. Путин је званично дао отказ у државној безбедности 20. августа 1991. током државног удара који је предводио КГБ против совјетског председника Михаила Горбачова. У то време имао је чин пуковника.

## Политичка каријера

### Администрација Санкт Петербурга (1990–1996)
У мају 1990. Путин је постављен за саветника за међународне послове градоначелника Лењинграда Анатолија Собчака. У интервјуу Оливеру Стоуну 2017. године, Путин је рекао да је поднео оставку из КГБ-а 1991. године, након пуча против Михаила Горбачова, јер се не слаже са оним што се догодило и не жели да буде део обавештајне службе у новој администрацији. Према Путиновим изјавама 2018. и 2021. године, он је можда радио као приватни таксиста да би додатно зарадио, или је размишљао о таквом послу.
Дана 28. јуна 1991. године постао је шеф Комитета за спољне односе Канцеларије градоначелника, задужен за унапређење међународних односа и страних инвестиција и регистровање пословних подухвата. У року од годину дана, Путина је истражило градско законодавно веће које је предводила Марина Саље. Закључено је да је подцијенио цене и дозволио извоз метала у вредности од 93 милиона долара у замену за инострану помоћ у храни која никада није стигла. Упркос препоруци истражитеља да Путин буде отпуштен, Путин је остао на челу Комитета за спољне односе до 1996. године. Од 1994. до 1996. био је на неколико других политичких и владиних функција у Санкт Петербургу.
У марту 1994. Путин је постављен за првог заменика председавајућег Владе Санкт Петербурга. У мају 1995. организовао је Санкт Петербург огранак провладине политичке партије Наш дом – Русија, либералне партије моћи коју је основао премијер Виктор Черномирдин. Године 1995. руководио је изборном кампањом за законодавство те странке, а од 1995. до јуна 1997. био је лидер њеног огранка у Санкт Петербургу.

### Рана московска каријера (1996–1999)
У јуну 1996. Собчак је изгубио своју кандидатуру за реизбор у Санкт Петербургу, а Путин, који је водио његову предизборну кампању, поднео је оставку на своје функције у градској управи. Преселио се у Москву и постављен је за заменика шефа Одељења за управљање имовином председника на челу са Павелом Бородином. На овој функцији је био до марта 1997. Био је одговоран за инострану имовину државе и организовао пренос бивше имовине Совјетског Савеза и КПСС у Руску Федерацију.
Председник Борис Јељцин је 26. марта 1997. именовао Путина за заменика шефа председничког штаба, место које је задржао до маја 1998. и за шефа Главне контролне дирекције Одељења за управљање председничком имовином (до јуна 1998). Његов претходник на овој функцији био је Алексеј Кудрин, а наследник Николај Патрушев, будући истакнути политичари и Путинови сарадници. Дана 3. априла 1997. Путин је унапређен у 1. класе активног државног саветника Руске Федерације – највиши савезни државни чин цивилне службе.
Дана 27. јуна 1997. године, на Рударском институту у Санкт Петербургу, под руководством ректора Владимира Литвињенка, Путин је одбранио докторску дисертацију из економских наука под насловом Стратешко планирање репродукције минерално-ресурсне базе региона у условима формирања тржишних односа. Ово је био пример обичаја у Русији да би млади званичник у успону писао научни рад усред каријере. Путинова теза је плагирана. Чланови Института Брукингс открили су да је 15 страница преписано из америчког уџбеника.
Путин је 25. маја 1998. именован за првог заменика шефа председничког штаба за регионе, а наследио је Викторију Митину. Он је 15. јула именован за шефа комисије за припрему споразума о разграничењу власти региона и шефа федералног центра при председнику, заменивши Сергеја Шахраја. Након Путиновог именовања, комисија није закључила ниједан такав споразум, иако је током Шахрајевог мандата на челу Комисије потписано 46 таквих споразума. Касније, пошто је постао председник, Путин је отказао свих 46 споразума. Јељцин је 25. јула 1998. именовао Путина за директора Федералне службе безбедности (ФСБ), примарне обавештајне и безбедносне организације Руске Федерације и наследнице КГБ-а. Путин је 1999. описао комунизам као „слепу уличицу, далеко од главног тока цивилизације“.

### Први пут премијер (1999–2000)
Путин је 9. августа 1999. године именован за једног од три прва потпредседника владе, а касније тог дана председник Јељцин га је именовао за вршиоца дужности премијера Руске Федерације. Јељцин је такође најавио да жели да види Путина као свог наследника. Касније истог дана, Путин је пристао да се кандидује за председника.
Државна дума је 16. августа одобрила његово именовање за премијера са 233 гласа за (насупрот 84 против, 17 уздржаних), док је била потребна проста већина од 226, чиме је постао пети премијер Русије у мање од осамнаест месеци. Приликом његовог именовања, мало ко је очекивао да ће Путин, практично непознат широј јавности, трајати дуже од његових претходника. У почетку је сматран Јељцином лојалистом; као и други премијери Бориса Јељцина, Путин није сам бирао министре, његов кабинет је одређивала председничка администрација.
Главни Јељцинови противници и потенцијални наследници већ су водили кампању да смене болесног председника, и снажно су се борили да спрече Путиново појављивање као потенцијалног наследника. Након руских бомбардовања станова у септембру 1999. и инвазије на Дагестан од стране муџахедина, укључујући бивше агенте КГБ-а, са седиштем у Чеченској Републици Ичкерији, Путинов имиџ закона и реда и непопустљив приступ Другом чеченском рату убрзо су се удружили да би подигли његову популарност и дозволио му да претекне своје ривале.
Иако није формално повезан ни са једном странком, Путин је обећао подршку новоформираној Партији јединства, која је освојила други највећи проценат гласова (23,3%) на изборима за Думу у децембру 1999. и заузврат је подржала Путина.

### Први пут председник (1999–2008)
Јељцин је 31. децембра 1999. неочекивано поднео оставку и, према Уставу Русије, Путин је постао вршилац дужности председника Руске Федерације. По преузимању ове улоге, Путин је отишао у раније заказану посету руским трупама у Чеченији.
Први председнички декрет који је Путин потписао 31. децембра 1999. носио је наслов „О гаранцијама за бившег председника Руске Федерације и чланове његове породице“. Тиме је обезбеђено да „оптужбе за корупцију против одлазећег председника и његових рођака“ неће покренути. Ово је највише било усмерено на случај подмићивања Мабетекс у који су били умешани чланови Јељцинове породице. Дана 30. августа 2000. одбачена је кривична истрага (број 18/238278-95) у којој је и сам Путин, као члан градске владе Санкт Петербурга, био један од осумњичених.
Дана 30. децембра 2000. године, још један случај против генералног тужиоца је одбачен „због недостатка доказа“, упркос хиљадама докумената које су проследили швајцарски тужиоци. Дана 12. фебруара 2001. Путин је потписао сличан савезни закон који је заменио декрет из 1999. године. Марина Саље је вратила случај у вези са Путиновом наводном корупцијом у извозу метала из 1992. године, али је она ућуткана и приморана да напусти Санкт Петербург.
Док су се његови противници припремали за изборе у јуну 2000. године, Јељцинова оставка је довела до тога да су председнички избори одржани 26. марта 2000; Путин је победио у првом кругу са 53% гласова.
Инаугурација председника Путина одржана је 7. маја 2000. Он је именовао министра финансија Михаила Касјанова за премијера. Први велики изазов Путиновој популарности дошао је у августу 2000. године, када је био критикован због наводног лошег руковања подморницом Курск. Та критика је била углавном због тога што је Путину требало неколико дана да се врати са одмора, и још неколико дана пре него што је посетио лице места.
Између 2000. и 2004. Путин је кренуо у реконструкцију сиромашног стања земље, очигледно победивши у борби за власт са руским олигарсима, постигавши 'велику погодбу' са њима. Ова погодба је омогућила олигарсима да задрже већину својих овлашћења, у замену за њихову експлицитну подршку – и усклађивање са – Путиновом владом.
Криза са таоцима у московском позоришту догодила се октобра 2002. Многи у руској штампи и међународним медијима упозоравали су да би смрт 130 талаца у операцији спасавања специјалних снага током кризе озбиљно нарушила популарност председника Путина. Међутим, убрзо након што је опсада завршена, руски председник је уживао рекордан рејтинг јавности – 83% Руса је изјавило да је задовољно Путином и његовим руковањем опсадом.
2003. године у Чеченији је одржан референдум на којем је усвојен нови устав који проглашава да је Република Чеченија део Русије; с друге стране, регион јесте добио аутономију. Чеченија је постепено стабилизована успостављањем парламентарних избора и регионалне владе. Током Другог чеченског рата, Русија је озбиљно онеспособила чеченски побуњенички покрет; међутим, настављени су спорадични напади побуњеника широм северног Кавказа.
Путин је 14. марта 2004. изабран за председника за други мандат, са 71% гласова. Криза са таоцима у школама у Беслану догодила се 1-3. септембра 2004; умрло је више од 330 људи, укључујући 186 деце.
Скоро десетогодишњи период пре успона Путина након распада совјетске власти био је период преокрета у Русији. У говору у Кремљу 2005. Путин је окарактерисао распад Совјетског Савеза као „највећу геополитичку катастрофу двадесетог века“. Путин је елаборирао: „Штавише, епидемија распада заразила је и саму Русију.“ Мрежа социјалне сигурности земље од колевке до гроба је нестала, а очекивани животни век се смањио у периоду који је претходио Путиновој владавини, а очекивани животни век се смањио у периоду који је претходио Путиновој владавини. Године 2005. покренути су национални приоритетни пројекти за унапређење руске здравствене заштите, образовања, становања и пољопривреде.
Настављено кривично гоњење тада најбогатијег човека у Русији, председника нафтне и гасне компаније Јукоса Михаила Ходорковског, због преваре и утаје пореза, међународна штампа је видела као одмазду за донације Ходорковског либералним и комунистичким противницима Кремља. Ходорковски је ухапшен, Јукос је банкротирао, а имовина компаније је продата по вредности испод тржишне, при чему је највећи удео стекла државна компанија Росњефт. Судбина Јукоса је виђена као знак ширег померања Русије ка систему државног капитализма. Ово је наглашено у јулу 2014, када је Стални арбитражни суд у Хагу акционарима Јукоса доделио 50 милијарди долара одштете.
Дана 7. октобра 2006, Ана Политковска, новинарка која је разоткрила корупцију у руској војсци и њено понашање у Чеченији, упуцана је у предворју своје стамбене зграде, на Путинов рођендан. Смрт Политковске изазвала је међународне критике, уз оптужбе да Путин није успео да заштити нове независне медије у земљи. Сам Путин је рекао да је њена смрт направила више проблема влади од њених писања.
У јануару 2007. Путин се састао са немачком канцеларком Ангелом Меркел у његовој резиденцији на Црном мору у Сочију, две недеље након што је Русија искључила испоруку нафте Немачкој. Путин је довео свог црног лабрадора Конија пред Меркелову, која има изражену фобију од паса и која је изгледала видно непријатно у њеном присуству, додајући „Сигуран сам да ће се добро понашати“, што је изазвало бес међу немачким новинарима. На питање о инциденту у интервјуу за Билд у јануару 2016, Путин је рекао да није био свестан њене фобије, додајући „Желео сам да је усрећим. Када сам сазнао да не воли псе, наравно, извинио сам се“. Меркелова је касније рекла групи новинара „Разумем зашто то мора да уради – да докаже да је мушкарац. Он се плаши сопствене слабости. Русија нема ништа, нема успешну политику или економију. Све што имају је ово.“
У говору у фебруару 2007. на Минхенској безбедносној конференцији, Путин се пожалио на осећај несигурности изазван доминантном позицијом у геополитици Сједињених Држава, и приметио да је бивши званичник НАТО дао реторичка обећања да се неће ширити у нове земље на истоку Европе.
Путин је 14. јула 2007. најавио да ће Русија суспендовати примену својих обавеза из Уговора о конвенционалним оружаним снагама у Европи, које ступају на снагу након 150 дана, и суспендовати ратификацију Уговора о прилагођеним конвенционалним оружаним снагама у Европи, који уговор чланице НАТО-а су избегавале одустајање од повлачења Русије из Придњестровља и Републике Грузије. Москва је наставила да учествује у заједничкој консултативној групи, јер се надала да би дијалог могао да доведе до стварања ефикасног, новог режима контроле конвенционалног наоружања у Европи. Русија јесте прецизирала кораке које би НАТО могао да предузме да оконча суспензију. „То укључује чланове [НАТО] који смањују додељивање наоружања и даље ограничавају привремено распоређивање наоружања на територији сваке чланице НАТО-а. Русија такође жели да се елиминишу ограничења у погледу тога колико снага може да распореди на својим јужним и северним боковима. Штавише, она врши притисак Чланице НАТО-а да ратификују ажурирану верзију споразума из 1999. године, познату као Адаптирани ЦФЕ уговор, и захтевајући да му се придруже четири чланице алијансе изван првобитног споразума, Естонија, Летонија, Литванија и Словенија.“
Почетком 2007. године, „Маршеве неистомишљеника“ организовала је опозициона група Друга Русија, коју су предводили бивши шаховски шампион Гари Каспаров и националбољшевистички лидер Едуард Лимонов. Након претходних упозорења, демонстрације у неколико руских градова су дочекале полицијске акције, које су укључивале ометање путовања демонстраната и хапшења чак 150 људи који су покушали да пробију полицијске линије.
Путин је 12. септембра 2007. распустио владу на захтев премијера Михаила Фрадкова. Фрадков је прокоментарисао да је то да би се председнику дало „одрешене руке“ уочи парламентарних избора. За новог премијера именован је Виктор Зубков.
Путинови нуклеарни бомбардери су 19. септембра 2007. започели вежбе у близини САД, први пут од распада СССР-а.
У децембру 2007. Јединствена Русија – владајућа партија која подржава Путинову политику – освојила је 64,24% гласова у својој кандидатури за Државну Думу према прелиминарним резултатима избора. Победу Јединствене Русије на изборима у децембру 2007. многи су видели као показатељ снажне народне подршке тадашњем руском руководству и његовој политици.
11. фебруара 2008, док се Путин обраћао на прослави 15. годишњице Гаспрома, његови запослени су претили Украјини обуставом протока.
4. априла 2008. на самиту НАТО-а у Букурешту, позвани Путин је рекао Џорџу Бушу и другим делегатима конференције: „Појаву моћног војног блока на нашој граници посматрамо као директну претњу безбедности наше нације. процес који није усмерен против Русије неће бити довољан. Национална безбедност није заснована на обећањима.“

### Путиново обнављање Русије
Владимир Путин радио је на препороду Русије, за време његове власти економија Русија расла је у просеку за 7% сваке године. Путин је радио и на учвршћивању централне власти у свим гувернијама. Тако је смањио ризик од отцепљења далеких области побуњених сепаратистичким осећањима.

### Други пут премијер (2008–2012)
Путину је Уставом забрањен трећи узастопни мандат. За његовог наследника изабран је први потпредседник владе Дмитриј Медведев. У операцији промене власти 8. маја 2008, само дан након што је Медведеву предао место председника, Путин је именован за премијера Русије, задржавши своју политичку доминацију.
Именован је за почасног грађанина града Новог Сада 2008.
Путин је рекао да је превазилажење последица светске економске кризе једно од два главна достигнућа његовог другог премијерског мандата. Други је био стабилизација величине руске популације између 2008. и 2011. након дугог периода демографског колапса који је почео 1990-их. Током овог премијерског мандата дошло је до гасног спора између Русије и Украјине 2009. године, а Путин је контролисао шаховску таблу Гаспрома, према Андрију Кобољеву, који је тада био саветник генералног директора украјинске компаније Нафтогас. Путин је на немачком сајму 2010. приметио да ако његови домаћини не желе руски природни гас или нуклеарну енергију, увек могу да се греју на дрва, а за то ће морати да сече Сибир.
На Конгресу Јединствене Русије у Москви 24. септембра 2011, Медведев је званично предложио да се Путин кандидује за председника 2012, што је Путинова понуда прихватила. С обзиром на скоро потпуну доминацију Јединствене Русије над руском политиком, многи посматрачи су веровали да је Путину осигуран трећи мандат. Очекивало се да ће се овим потезом Медведев наћи на листи Јединствене Русије на парламентарним изборима у децембру, са циљем да постане премијер на крају свог председничког мандата.
После парламентарних избора 4. децембра 2011, десетине хиљада Руса учествовало је у протестима против наводне изборне преваре, највећих протеста у Путиново време. Демонстранти су критиковали Путина и Јединствену Русију и тражили поништење резултата избора. Ти протести су изазвали страх од револуције у боји у друштву. Путин је наводно у периоду од 2005. до 2012. године организовао низ паравојних група лојалних себи и Јединственој Русији.

### Други пут председник (2012–тренутно)

#### Трећи председнички мандат (2012–2018)
Убрзо након што је Медведев преузео дужност 2008. године, председнички мандати су продужени са четири на шест година, на снагу са изборима 2012. године.
24. септембра 2011, говорећи на конгресу Јединствене Русије, Медведев је најавио да ће препоручити тој партији да предложи Путина за свог председничког кандидата. Такође је открио да су њих двојица одавно склопили договор како би Путину омогућили да се кандидује за председника 2012. године. Овај прелазак су многи у медијима назвали „Рокировка“, руски израз за шаховски потез „рокирење“.
Путин је 4. марта 2012. победио на руским председничким изборима 2012. у првом кругу, са 63,6% гласова, упркос широко распрострањеним оптужбама за намештање гласова. Опозиционе групе оптужиле су Путина и Јединствену Русију за превару. Док су напори да се избори учине транспарентним објављивани, укључујући коришћење веб камера на бирачким местима, гласање је критиковано од стране руске опозиције и међународних посматрача из Организације за европску безбедност и сарадњу због процедуралних неправилности.
Протести против Путина одржани су током и непосредно после председничке кампање. Најозлоглашенији протест био је наступ Pussy Riot 21. фебруара, а потом и суђење. Процењује се да се 8.000–20.000 демонстраната окупило у Москви 6. маја, када је осамдесет људи повређено у сукобима са полицијом, и 450 је ухапшено, док је још 120 ухапшено следећег дана. Дошло је до контрапротеста присталица Путина који је кулминирао окупљањем од око 130.000 присталица на стадиону Лужњики, највећем руском стадиону. Неки од присутних су изјавили да су били плаћени да дођу, да су били приморани да дођу од стране својих послодаваца или су били заведени у уверењу да ће уместо тога ићи на народну смотру.. Сматра се да је скуп до сада највећи у знак подршке Путину.
Путиново председништво је инаугурисано у Кремљу 7. маја 2012. године. Првог дана на месту председника Путин је издао 14 председничких декрета, које медији понекад називају „мајским декретима“, укључујући и један подужи у којем се наводе широки циљеви руске економије. Други декрети су се тицали образовања, становања, обуке квалификоване радне снаге, односа са Европском унијом, одбрамбене индустрије, међуетничких односа и других области политике које су обрађене у Путиновим програмским чланцима издатим током председничке кампање.
Путин и Јединствена Русија су 2012. и 2013. подржали строжије законе против ЛГБТ заједнице у Санкт Петербургу, Архангелску и Новосибирску; Државна дума је у јуну 2013. усвојила закон под називом руски закон о геј пропаганди, који је против „хомосексуалне пропаганде“ (који забрањује симболе као што су застава дуге, као и објављена дела која садрже хомосексуални садржај).. Одговарајући на међународну забринутост око руског законодавства, Путин је замолио критичаре да напомену да је закон „забрана пропаганде педофилије и хомосексуализма“ и навео да хомосексуални посетиоци Зимских олимпијских игара 2014. треба да „оставе децу на миру“, али је демантовао да постоји било каква „професионална, каријерна или друштвена дискриминација“ према хомосексуалцима у Русији.
У јуну 2013. Путин је присуствовао телевизијском митингу Сверуског народног фронта где је изабран за шефа покрета који је основан 2011. године. Према речима новинара Стива Розенберга, циљ покрета је да „поново повеже Кремљ са руским народом“ и једног дана, ако буде потребно, замени све непопуларнију странку Јединствена Русија која тренутно подржава Путина.

##### Анексија Крима
У фебруару 2014. Русија је извршила неколико војних упада на украјинску територију. Након евромајданских протеста и пада украјинског председника Виктора Јануковича, руски војници без обележја преузели су контролу над стратешким положајима и инфраструктуром на украјинској територији Крима. Русија је потом анектирала Крим и Севастопољ након референдума на којем су, према званичним резултатима, Кримљани гласали за прикључење Руској Федерацији. Након тога, демонстрације против законодавних акција украјинске Раде од стране проруских група у области Донбаса у Украјини ескалирале су у руско-украјински рат између украјинске владе и сепаратистичких снага самопроглашених Доњецк и Луганске Народне Републике које подржава Русија. У августу 2014. руска војна возила су прешла границу на неколико локација Доњецке области. Украјинске власти су сматрале да је упад руске војске одговоран за пораз украјинских снага почетком септембра.
У октобру 2014, Путин се обратио руским безбедносним проблемима у Сочију у Међународном дискусионом клубу Валдај.
У новембру 2014. украјинска војска је известила о интензивном премештању трупа и опреме из Русије у делове источне Украјине које контролишу сепаратисти. Асошијетед прес је известио о 80 необележених војних возила у покрету у областима под контролом побуњеника. Специјална посматрачка мисија ОЕБС-а је посматрала конвоје тешког наоружања и тенкова на територији под контролом ДНР без обележја. Посматрачи ОЕБС-а су даље навели да су приметили возила која су превозила муницију и лешеве војника како прелазе руско-украјинску границу под маском конвоја хуманитарне помоћи.
Почетком августа 2015. ОЕБС је приметио преко 21 такво возило означено руским војним кодом за војнике погинуле у акцији. Према Москва Тајмс-у, Русија је покушала да застраши и ућутка раднике за људска права који разговарају о смрти руских војника у сукобу. ОЕБС је више пута извештавао да је његовим посматрачима забрањен приступ областима које контролишу „комбиноване руско-сепаратистичке снаге“.
У октобру 2015. Вашингтон пост је известио да је Русија последњих недеља преместила неке од својих елитних јединица из Украјине у Сирију како би подржала сиријског председника Башара ел Асада. У децембру 2015. Путин је признао да у Украјини делују руски војни обавештајци.
Москва Тајмс је цитирао проруског академика Андреја Циганкова који је рекао да су многи чланови међународне заједнице претпостављали да је Путинова анексија Крима покренула потпуно нову врсту руске спољне политике и да се његова спољна политика померила „од спољна политика вођена државом“ до заузимања офанзивног става ради поновног стварања Совјетског Савеза. У јулу 2015. он је изнео мишљење да се ова промена политике може схватити као Путин који покушава да одбрани нације у руској сфери утицаја од „задирања на западну моћ“.

##### Интервенција у Сирији
Председник Путин је 30. септембра 2015. одобрио руску војну интервенцију у грађанском рату у Сирији, након званичног захтева сиријске владе за војну помоћ против побуњеничких и џихадистичких група.
Руске војне активности су се састојале од ваздушних удара, удара крстарећих ракета и употребе саветника на линији фронта и руских специјалних снага против милитантних група које се супротстављају сиријској влади, укључујући сиријску опозицију, као и Исламску државу Ирака и Леванта (ИСИЛ) , фронт ал-Нусра (ал-Каида на Леванту), Тахрир ел-Шам, Ахрар ал-Шам, и војска освајања. Након Путинове објаве 14. марта 2016. да је мисија коју је поставио за руску војску у Сирији „у великој мери остварена“ и наређено повлачење „главног дела“ руских снага из Сирије, руске снаге распоређене у Сирији наставио да активно делује као подршка сиријској влади.

##### Мешање Русије у америчке изборе 2016
У јануару 2017, процена америчке обавештајне заједнице је изразила велико уверење да је Путин лично наредио кампању утицаја, у почетку да оцрни Хилари Клинтон и да нашкоди њеним изборним шансама и потенцијалном председништву, а затим је касније развио „јасну преференцију“ за Доналда Трампа. Трамп је доследно негирао било какво руско мешање у америчке изборе, као и Путин у децембру 2016, марту 2017, јуну 2017, и јулу 2017.
Путин је касније изјавио да је мешање било „теоретски могуће” и да су га могли извршити „патриотски настројени” руски хакери, а другом приликом је тврдио да „чак и не Руси, већ Украјинци, Татари или Јевреји, али са руским држављанством” био одговоран. У јулу 2018, The New York Times је известио да је ЦИА дуго неговала руски извор који се на крају попео на позицију блиску Путину, дозвољавајући том извору да 2016. пренесе кључне информације о Путиновој директној умешаности. Путин је наставио сличне покушаје на председничким изборима у САД 2020. године.

#### Четврти председнички мандат (2018–2024)
Путин је победио на руским председничким изборима 2018. са више од 76% гласова. Његов четврти мандат почео је 7. маја 2018, и трајаће до 2024. Истог дана Путин је позвао Дмитрија Медведева да формира нову владу. Путин је 15. маја 2018. године учествовао у отварању кретања дуж деонице аутопута Кримског моста. Путин је 18. маја 2018. године потписао указе о саставу нове Владе. Путин је 25. маја 2018. најавио да се неће кандидовати за председника 2024. године, правдајући то у складу са руским Уставом. Путин је 14. јуна 2018. отворио 21. Светско првенство у фудбалу, које је први пут одржано у Русији. Путин је 18. октобра 2018. рекао да ће Руси „ићи у рај као мученици“ у случају нуклеарног рата јер би он користио нуклеарно оружје само као одмазду. У септембру 2019. Путинова администрација се умешала у резултате регионалних избора у Русији и изманипулисала их елиминисањем свих кандидата из опозиције. Догађај који је имао за циљ да допринесе владајућој странци, победи Јединствене Русије, такође је допринео подстицању масовних протеста за демократију, што је довело до хапшења великих размера и случајева полицијске бруталности.
Дана 15. јануара 2020, Медведев и цела његова влада поднели су оставку након Путиновог председничког обраћања Савезној скупштини 2020. Путин је предложио велике уставне амандмане који би могли да продуже његову политичку моћ након председавања Истовремено, он је у име Путина наставио да врши своја овлашћења до формирања нове владе. Путин је предложио Медведеву да преузме новостворену функцију заменика председника Савета безбедности.
Истог дана, Путин је за премијера предложио Михаила Мишустина, шефа Федералне пореске службе земље. Следећег дана га је Државна дума потврдила на ту функцију, и Путиновим указом именован за премијера. Ово је био први пут да је премијер потврђен без иједног гласа против. Мишустин је 21. јануара 2020. представио Путину нацрт структуре свог кабинета. Истог дана, председник је потписао указ о структури кабинета и именовао предложене министре.

##### Ковид-19 пандемија
Путин је 15. марта 2020. године наложио формирање Радне групе Државног савета за сузбијање ширења коронавируса. Путин је именовао градоначелника Москве Сергеја Собјанина за шефа групе.
Дана 22. марта 2020, након телефонског разговора са италијанским премијером Ђузепеом Контеом, Путин је договорио да руска војска пошаље војне лекаре, специјална возила за дезинфекцију и другу медицинску опрему у Италију, која је била најтеже погођена пандемијом КОВИД-19 у Европи. Путин је почео да ради на даљину из своје канцеларије у Ново-Огарјеву. Према речима Дмитрија Пескова, Путин је прошао свакодневне тестове на корона вирус и његово здравље није било угрожено.
Председник Путин је 25. марта у телевизијском обраћању нацији најавио да ће референдум о уставу 22. априла бити одложен због коронавируса- Д одао је да ће следеће недеље бити плаћени одмор широм земље и позвао Русе да остану код куће. Путин је најавио и листу мера социјалне заштите, подршке малим и средњим предузећима, промене фискалне политике. Путин је најавио следеће мере за микропредузећа, мала и средња предузећа: одлагање плаћања пореза (осим руског пореза на додату вредност) за наредних шест месеци, смањење висине доприноса за социјално осигурање на пола, одлагање доприноса за социјално осигурање, одлагање кредита отплате за наредних шест месеци, шестомесечни мораторијум на казне, наплату дугова и пријаве поверилаца за стечај предузећа дужника.
Путин је 2. априла 2020. поново упутио обраћање у којем је најавио продужење нерадног времена до 30. априла. Путин је упоредио борбу Русије против КОВИД-19 са руским биткама са инвазијом печенешких и куманских степских номада у 10. и 11. веку. У анкети Леваде од 24. до 27. априла, 48% руских испитаника рекло је да не одобрава Путиново поступање са пандемијом корона вируса, а његова строга изолација и недостатак лидерства током кризе нашироко је коментарисан као знак губитка свог „јака“. " слика.
У јуну 2021. Путин је рекао да је у потпуности вакцинисан против ове болести вакцином Спутњик В, наглашавајући да, иако вакцинације треба да буду добровољне, учиниће их обавезним у неким професијама би успорило ширење КОВИД-19. У септембру је Путин ушао у самоизолацију након што су људи из његовог најужег круга били позитивни на болест.
Према извештају Волстрит џурнала, Путинов ужи круг саветника смањио се током блокаде КОВИД-19 на мали број јастребових саветника.

##### Руско-украјинска криза (2021–2022)
Путин је у јулу 2021. објавио есеј под насловом О историјском јединству Руса и Украјинаца, у којем наводи да Белоруси, Украјинци и Руси треба да буду у једној сверуској нацији као део руског света и да су „један народ“ који „снаге које су увек настојале да поткопају наше јединство“ желеле су да „завади па владај“. Есеј пориче постојање Украјине као независне нације.
Путин је 30. новембра 2021. изјавио да би проширење НАТО-а у Украјини било питање „црвене линије“ за Русију. Кремљ је у више наврата негирао да има било какве планове за инвазију на Украјину, а сам Путин је одбацио такве страхове као „узбуњивач“. Дана 21. фебруара 2022, Путин је потписао декрет којим признаје двојицу самопроглашених. сепаратистичке републике у Донбасу као независне државе и обратио се поводом догађаја у Украјини.
Путина је на инвазију на Украјину убеђивала мала група његових најближих сарадника, посебно Николај Патрушев, Јуриј Ковалчук и Александар Бортников. Према изворима блиским Кремљу, већина Путинових саветника и сарадника противила се инвазији, али их је Путин одбацио. Инвазија на Украјину била је планирана скоро годину дана.

##### Пуна инвазија на Украјину (2022–данас)
Путин је 24. фебруара у телевизијском обраћању најавио „специјалну војну операцију“ у Украјини, чиме је започела инвазија земље у пуном обиму. Позивајући се на сврху „денацификације“, он је тврдио да то чини како би заштитио људе у претежно руском говорном подручју Донбаса који су се, према Путиновим речима, суочавали са „понижавањем и геноцидом“ из Украјине осам година. Неколико минута након говора, покренуо је рат да би преузео контролу над остатком земље и збацио изабрану владу под изговором да њоме управљају нацисти.
Руска инвазија наишла је на међународну осуду. Међународне санкције су широко уведене против Русије, укључујући и Путина лично. Инвазија је такође довела до бројних позива да Путин буде гоњен уз оптужбе за ратне злочине. Међународни кривични суд (ИЦЦ) је навео да ће истражити могућност ратних злочина у Украјини од краја 2013. године, а Сједињене Државе су се обавезале да ће помоћи МКС-у да процесуира Путина и друге за ратне злочине почињене током инвазије на Украјину. Као одговор на ове осуде, Путин је ставио јединице за нуклеарно одвраћање Стратешких ракетних снага у стање високе приправности. Почетком марта, америчке обавештајне агенције су утврдиле да је Путин „фрустриран“ спорим напретком због неочекивано снажне украјинске одбране.
Путин је 4. марта потписао закон којим се уводи затворска казна до 15 година за оне који објављују „свесно лажне информације“ о руској војсци и њеним операцијама, што је довело до тога да неки медији у Русији престану да извештавају о Украјини. Кремљ је 7. марта, као услов за окончање инвазије, захтевао неутралност Украјине, признање Крима као руске територије и признање самопроглашених република Доњецка и Луганска као независних држава. Путин је 16. марта издао упозорење руским „издајницима“ за које је рекао да Запад жели да искористи као „пету колону“ да уништи Русију. После инвазије на Украјину 2022. године, руска дугорочна демографска криза се продубила због емиграције, ниже стопе фертилитета и ратних жртава.
Већ 25. марта, Канцеларија високог комесара УН за људска права известила је да је Путин наредио политику „отмице“, при чему су украјински држављани који нису сарађивали са руским преузимањем њихове домовине били жртве ФСБ-а. Украјински председник Володимир Зеленски је 28. марта рекао да је „99,9 одсто сигуран“ да Путин мисли да ће Украјинци дочекати инвазионе снаге са „цвећем и осмехом“, док је отворио врата преговорима о понуди да Украјина од сада буде не-усклађено стање.
Путин је 21. септембра најавио делимичну мобилизацију, након успешне украјинске контраофанзиве у Харкову и најаве референдума о анексији у Украјини коју је окупирала Русија.
Путин је 30. септембра потписао указе којима су Доњецка, Луганска, Запорошка и Херсонска област Украјине припојене Руској Федерацији. Анексије нису признате од стране међународне заједнице и незаконите су по међународном праву. 11. новембра исте године Украјина је ослободила Херсон.
У децембру 2022. рекао је да би рат против Украјине могао бити „дуг процес“. Стотине хиљада људи је убијено у руско-украјинском рату од фебруара 2022. године. У јануару 2023. Путин је навео признање суверенитета Русије над анектираним територијама као услов за мировне преговоре са Украјином.
Међународни кривични суд је 17. марта 2023. издао налог за Путиново хапшење, у којем се наводи да је Путин сносио кривичну одговорност за илегалну депортацију и трансфер деце из Украјине у Русију током руске инвазије Украјине.
Од 20. до 22. марта 2023. године, кинески председник Си Ђинпинг посетио је Русију и састао се са Владимиром Путином у званичном и незваничном својству. Био је то први међународни сусрет Владимира Путина откако је Међународни кривични суд издао налог за његово хапшење.
Јужна Африка је у мају 2023. објавила да ће дати дипломатски имунитет Владимиру Путину да присуствује 15. самиту БРИКС-а у Јоханесбургу упркос налогу за хапшење МКС-а. У јулу 2023. јужноафрички председник Сирил Рамафоса је најавио да Путин неће присуствовати самиту „по обостраном договору“ и да ће уместо тога послати министра спољних послова Сергеја Лаврова.
У јулу 2023. Путин је запретио да ће предузети „реципрочне мере“ ако Украјина употреби касетну муницију коју су испоручили САД током украјинске контраофанзиве против руских снага у окупираној југоисточној Украјини. Путин се 17. јула 2023. повукао из споразума који је Украјини омогућавао извоз житарица преко Црног мора упркос ратној блокади, ризикујући да продуби глобалну кризу са храном и антагонизира неутралне земље на глобалном југу.
Путин је 27–28. јула био домаћин самита Русија-Африка 2023. у Санкт Петербургу, којем су присуствовале делегације из више од 40 афричких земаља.
Од августа 2023. године, укупан број руских и украјинских војника погинулих или рањених током руске инвазије Украјине износио је скоро 500.000.
Путин је осудио напад Хамаса на Израел 2023. који је изазвао рат Израел-Хамас и рекао да Израел има право да се брани, али је такође критиковао одговор Израела и рекао да Израел не би требало да опседа Појас Газе на начин на који је нацистичка Немачка опседала Лењинград. Путин је сугерисао да би Русија могла да буде посредник у сукобу. Путин је за рат окривио неуспешну спољну политику Сједињених Држава на Блиском истоку и изразио забринутост због страдања палестинске деце у Појасу Газе. У разговору у децембру 2023. између израелског премијера Бенјамина Нетанјахуа и Путина, Нетанјаху је изразио незадовољство због понашања Русије у Уједињеним нацијама и описао њене све веће везе са Ираном као опасне.
Путин је 22. новембра 2023. године тврдио да је Русија увек била „спремна за разговоре“ како би се окончала „трагедија“ рата у Украјини и оптужио украјинско руководство да одбацује мировне преговоре са Русијом. Међутим, 14. децембра 2023. Путин је рекао да ће „мир у Украјини бити тек када постигнемо своје циљеве“, за које је рекао да су „денацификација, демилитаризација и неутрални статус“ Украјине. Њујорк Тајмс је 23. децембра 2023. известио да Путин преко посредника сигнализира најмање од септембра 2022. да је „отворен за прекид ватре који замрзава борбе на садашњим линијама“.

##### Побуна групе Вагнер
Дана 23. јуна 2023, Вагнер група, руска паравојна организација, побунила се против владе Русије. Побуна је настала усред ескалације тензија између руског Министарства одбране и Јевгенија Пригожина, вође Вагнера.
Пригожин је побуну приказао као одговор на наводни напад министарства на његове снаге. Он је одбацио владино оправдање за инвазију на Украјину, окривио министра одбране Сергеја Шојгуа за војне недостатке земље и оптужио га да води рат у корист руских олигарха. У телевизијском обраћању 24. јуна, руски председник Владимир Путин осудио је Вагнерове поступке као издају и обећао да ће угушити побуну.
Пригожинове снаге су преузеле контролу над Ростовом на Дону и штабом Јужног војног округа и у оклопној колони напредовале ка Москви. После преговора са белоруским председником Александром Лукашенком, Пригожин је пристао да се повуче и касно 24. јуна почео је да се повлачи из Ростова на Дону.
Дана 23. августа 2023, тачно два месеца након побуне, Пригожин је погинуо заједно са још девет људи када се пословни авион срушио у Тверској области, северно од Москве. Западне обавештајне службе су известиле да је несрећу вероватно изазвала експлозија на броду, а постоји сумња да је умешана руска држава.

#### Пети председнички мандат (2024 – данас)
Путин је победио на руским председничким изборима 2024. са 88,48 одсто гласова. Међународни посматрачи нису сматрали да су избори ни слободни ни поштени, с обзиром да је Путин појачао политичку репресију након што је започео свој рат пуног размера са Украјином 2022. године. Избори су одржани и на руским окупираним територијама Украјине. Било је извештаја о неправилностима, укључујући убацивање гласачких листића и принуду, са статистичким анализама које сугеришу нивое преваре без преседана на изборима 2024. године.
Дана 22. марта 2024. догодио се напад на дворану Крокус Сити, у којем су погинуле најмање 144 особе и рањено још најмање 360. Био је то најсмртоноснији терористички напад на руско тло од опсаде школе у Беслану 2004. године.

## Популарност
Путин ужива популарност широм Русије и у многим државама света, нарочито у земљама у развоју, а у Русији он се сматра симболом оживљеног патриотизма.
У многим земљама са већински православним становништвом Путин се цени због својих дела учињених на рехабилитацији положаја православне цркве у Русији.
Путин је популаран и у Србији, Републици Српској и Црној Гори због принципијелног става Русије у одбрани суверенитета Србије. Он је проглашен за почасног грађанина више српских градова: Новог Сада, Сомбора, Врњачке Бање, Рашке, Апатина, Врбаса, Пожаревца, Љубовије, Оџака, Свилајнца и Лознице. Почасни је грађанин Косова и Метохије (2011), као и почасни доктор Универзитета у Београду.
Године 2007. проглашен је за „личност године” у избору америчког часописа „Тајм”.
У очекивању посете Владимира Путина Републици Србији 2007. године, у својству председника Руске Федерације, тадашњи патријарх СПЦ Павле је предложио, а Свети архијерејски синод прихватио, да се Владимиру Путину додели највише црквено одликовање, Орден Светог Саве првог реда, у знак дубоке захвалности за љубав према тој цркви и за драгоцену подршку у настојању да Косово и Метохија остану у саставу Републике Србије. Овај орден је Владимиру Путину уручио патријарх Иринеј у Храму Светог Саве, 23. марта 2011. године.
Одликован је и Орденом Републике Србије Првог степена. Орден му је свечано уручен 16. октобра 2014. године, приликом државне посете Републици Србији, поводом 70 година од ослобођења Београда и 100 година од почетка Првог светског рата.

## Приватни живот
Био је ожењен Људмилом Путин са којом има две ћерке Катерину Тихонову и Марију Воронцову. Развели су се у јуну 2013. Верник је Руске православне цркве и често истиче заслуге своје мајке за своје верско опредељење. Тренира бокс, самбо и џудо (црни појас 6. дан) и бави се скијањем. Воли животиње и имао је женку црног лабрадора ретривера звану Кони (Полгрејв).
У фудбалу навија за ФК Зенит Санкт Петербург.

## Интересовања
Од 11. године активно се бави џудоом и самбом (руска борилачка вештина). Носилац је црног појаса у каратеу. Одавно упражњава скијање, а од 2011. и хокеј на леду.
Бави се заштитом ретких животиња, а посебно таквих као што су амурски тигар, бели кит, снежни леопард, бели медвед. Присталица је активног одмора у Русији у виду риболова, јахања коња, рафтинга.
Први аутомобил био му је „Запорожец“, који је добио на поклон од својих родитеља у време док је био студент треће године. Од тада до данас преферира руске аутомобиле: „Лада Калина“, „Нива“, „Волга“, а посебно луксузне руске лимузине „Аурус“.

## Одликовања
| Награда или одликовање | Награда или одликовање                    | Датум               | Додељује          |
| ---------------------- | ----------------------------------------- | ------------------- | ----------------- |
|                        | Орден Хо Ши Мина                          | 7. март 2001.       | Вијетнам          |
|                        | Орден златног орла                        | 6. јануар 2004.     | Казахстан         |
|                        | Légion d'honneur, Grand-Croix             | 22. септембар 2006. | Француска         |
|                        | Орден Исмоилија Сомонија                  | 6. октобар 2007.    | Таџикистан        |
|                        | Орден Абдулазиза ибн Сауда                | 12. фебруар 2007.   | Саудијска Арабија |
|                        | Орден Заједа                              | 10. септембар 2007. | УАЕ               |
|                        | Орден Ослободиоца                         | 2. април 2010.      | Венецуела         |
|                        | Орден пријатељства народа                 | 14. март 2013.      | Белорусија        |
|                        | Орден Светог Чарлса                       | 4. октобар 2013.    | Монако            |
|                        | Орден Хосе Мартија                        | 11. јул 2014.       | Куба              |
|                        | Орден Републике Србије                    | 16. октобар 2014.   | Србија            |
|                        | Велики крст националног ордена за заслуге | 28. септембар 2017. | Гвинеја           |
|                        | Орден "За допринос развоју сарадње"       | 3. октобар 2017.    | Туркменистан      |
|                        | Велики оковратник Ордена Макарија III     | 24. октобар 2017.   | Кипар             |
|                        | Орден Манаса                              | 22. новембар 2017.  | Киргистан         |
|                        | Орден пријатељства                        | 8. јун 2018.        | Кина              |
|                        | Орден Агостиња Нета                       | 4. април 2019.      | Ангола            |
|                        | Орден Назарбајева                         | 27. мај 2019.       | Казахстан         |
|                        | Орден Републике Српске на огрлици         | 8. јануар 2023.     | Република Српска  |

## Галерија
- Владимир Путин и Борис Јељцин, март 2000.
- Владимир Путин и Борис Тадић, март 2011.
- Плакати добродошлице у Београду, октобар 2014.
- Проспект Путина у Грозном
- Протести против Путина у Москви, март 2015.
- Кућни љубимац Владимира Путина